# Brigantaggio italiano

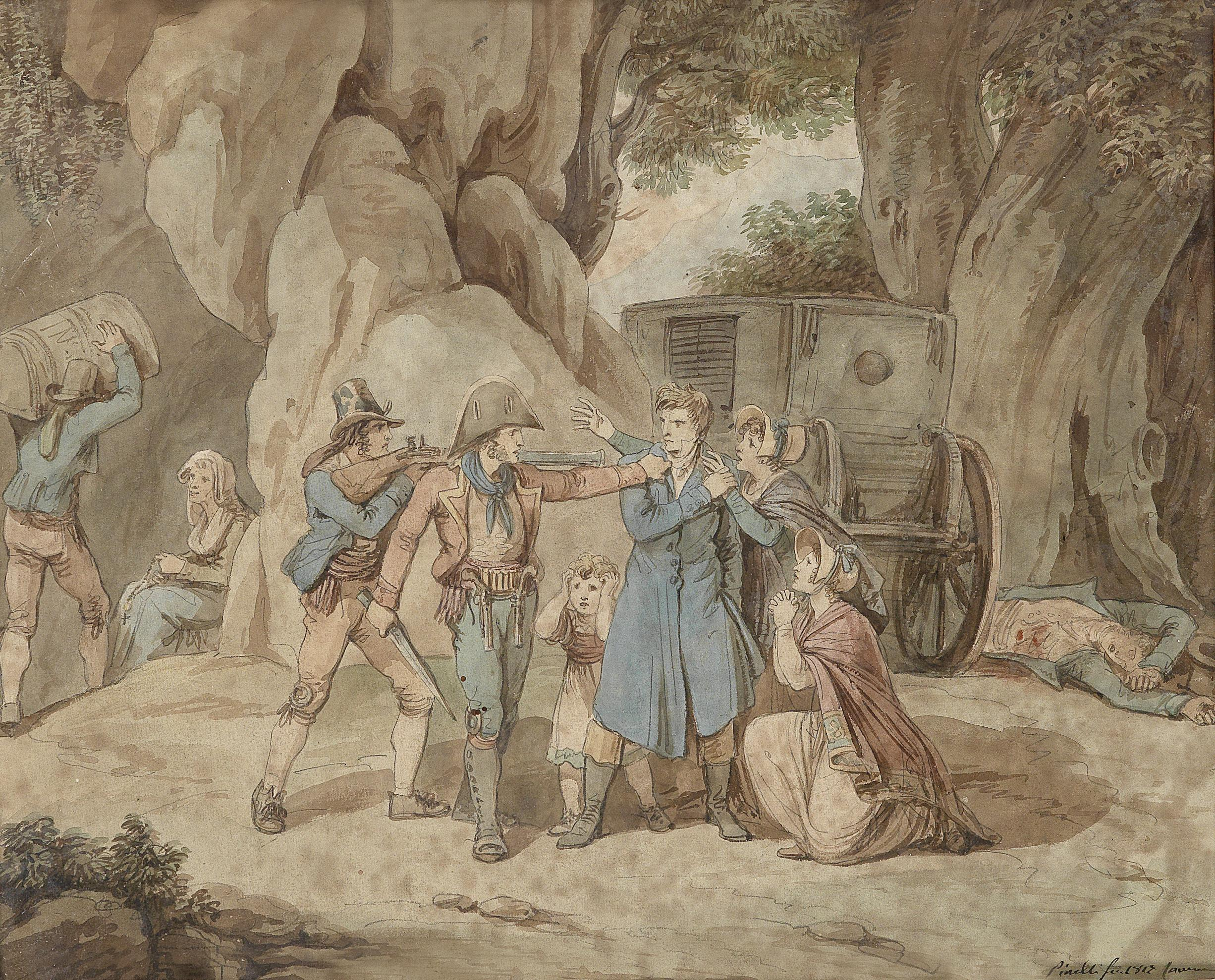
Viaggiatori assaliti dai briganti, acquerello di Bartolomeo Pinelli (1817).

Il brigantaggio fu un fenomeno di natura criminale, frutto dell'attività di bande di malfattori che infestavano campagne o vie di comunicazione a scopo di rapina e omicidio. Tra i crimini, particolarmente violenti, perpetrati dai briganti spiccano la rapina, l'omicidio, l'abigeato, lo stupro, oltre che varie forme di minaccia e angherie. Sebbene il fenomeno abbia origini remote e riguardi periodi storici e territori diversi, nella storiografia italiana questo termine si riferisce generalmente alle bande armate presenti nel Mezzogiorno d'Italia e attive nel primo decennio successivo alla proclamazione del Regno d'Italia.
L'attività brigantesca è stata in varie occasioni strumentalmente utilizzata a fini politici, anche ricorrendo a motivazioni religiose. All'inizio del XIX secolo furono assoldati briganti e ogni genere di criminali dalle armate sanfediste del Cardinale Ruffo per abbattere la Repubblica Napoletana (1799); in seguito, il brigantaggio fu duramente represso durante la reggenza napoleonica e murattiana del Regno di Napoli, così come in linea di massima condannarono l'attività brigantesca le leggi borboniche, restando però le stesse leggi inapplicate e i briganti, grazie ai loro protettori e manutengoli e alla interessata cecità delle autorità, che anzi si servivano dei criminali come soldataglia e strumento di controllo del territorio (alleanza col potere risalente almeno al regno di Ferdinando I), continuarono ad affliggere e taglieggiare la già misera popolazione.
Durante il processo risorgimentale, il neonato Regno d'Italia dovette fronteggiare tale piaga in maniera risoluta, tanto più che alcuni elementi tenevano contatti con Francesco II di Borbone, il quale cercava di recuperare il trono attraverso i briganti. In questa fase storica, più che nelle precedenti, i briganti compivano la loro attività criminosa senza motivazioni di natura sociale o politica, accomunati, banditi e sparuti gruppi di ex militari borbonici, solo dalle promesse di ricompensa da parte del re sconfitto.

## Etimologia e definizioni

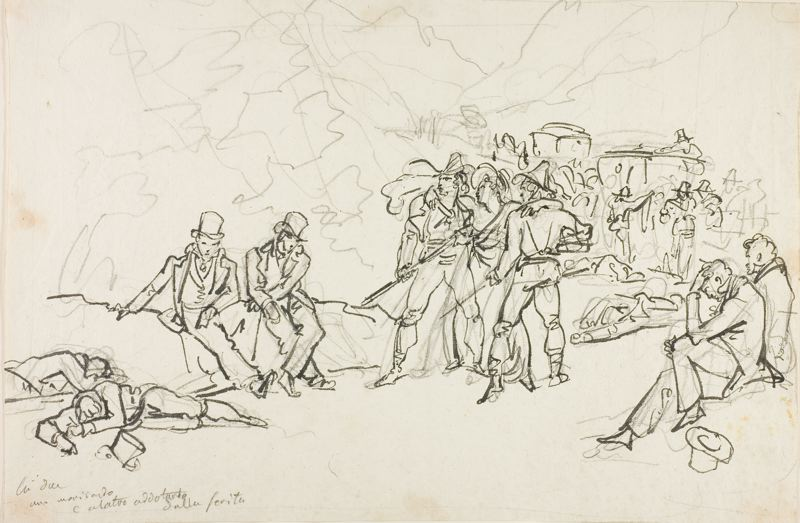
Viaggiatori in diligenza durante un assalto di briganti, nella campagna romana, inizio XIX secolo (Bartolomeo Pinelli)

Il termine brigante descrive generalmente una persona la cui attività è al di fuori della legge. Spesso sono definiti briganti, in senso dispregiativo, combattenti e rivoltosi in particolari situazioni sociali e politiche. L'origine della parola non è ancora chiara e diverse sono le ipotesi sulla sua etimologia. Tra esse, nella accezione di participio presente, la sua espressione originaria è “componente una brigata”, cioè un gruppo di più persone.

## Origini e cause

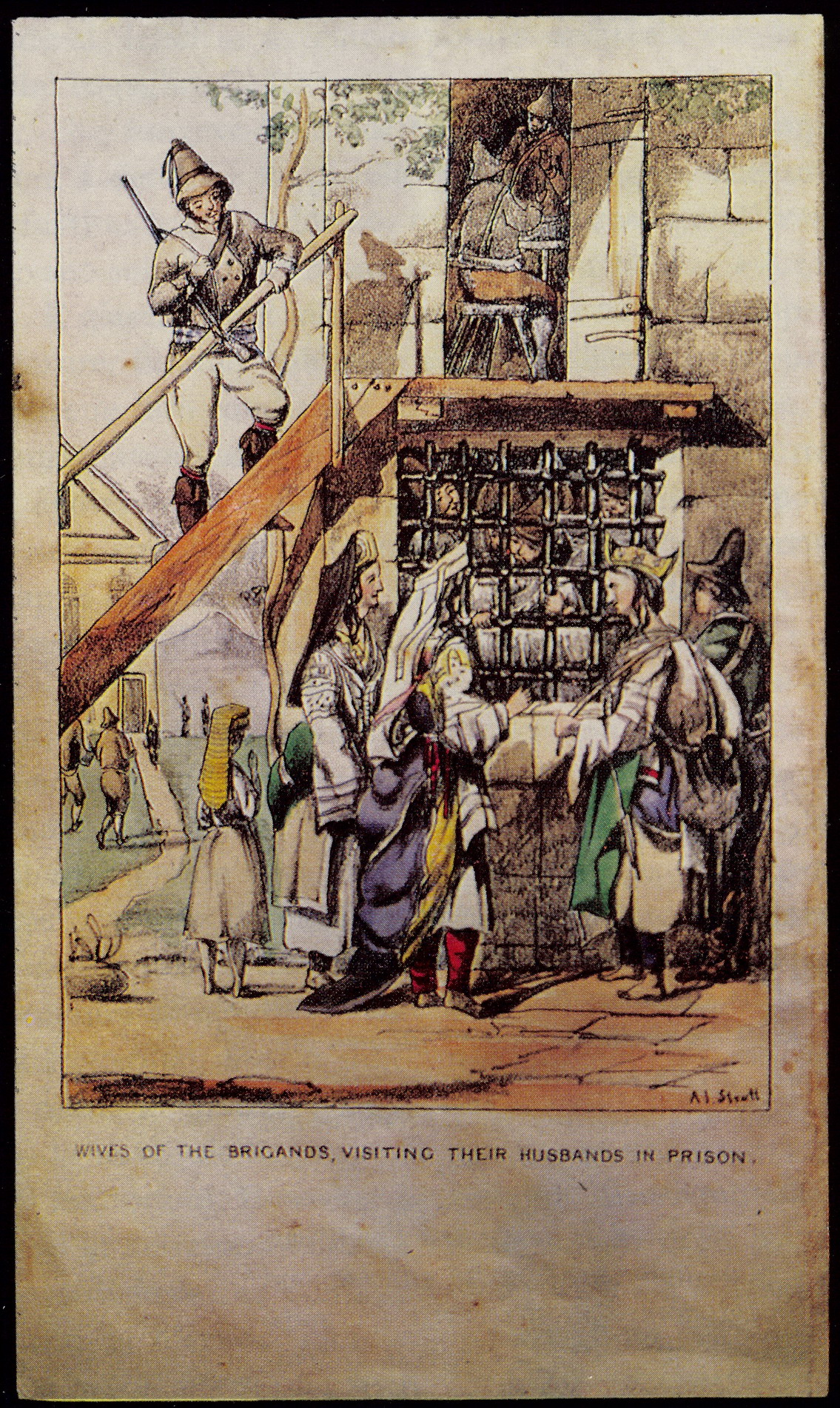
Illustrazione in A pedestrian tour in Calabria & Sicily (1842) raffigurante donne di Caraffa di Catanzaro in visita ai loro mariti detenuti perché avevano aggredito il viaggiatore.

Sin dalla sua genesi, causa di fondo del brigantaggio era - ed è tuttora - la miseria. Oltre a vera forma di banditismo (soprattutto nel Medioevo), il fenomeno ha spesso assunto connotati di vera e propria rivolta popolare. In età moderna, furono coinvolti vari strati sociali, con connessioni e complicità tra signori e banditi, investendo indifferentemente zone urbane e rurali. Il brigantaggio iniziò così a presentare una forza tale da vincere quella dello stesso Stato, incapace ancora di mediare tra i diversi ceti.
Francesco Saverio Sipari, che fu tra i primi a considerare anche l'origine sociale del fenomeno, nel 1863 scrisse: «il brigantaggio non è che miseria, è miseria estrema, disperata» e, anticipando anche analoghe osservazioni di Giustino Fortunato, riteneva che il brigantaggio potesse esaurirsi con la "rottura" dell'isolamento delle regioni meridionali, che era dato dall'assenza di una rete infrastrutturale adeguata, di strade e di ferrovie, e con l'affrancamento dai canoni del Tavoliere. Francesco Saverio Nitti considerava il brigantaggio (in particolare nel Meridione) un fenomeno complesso, che poteva assumere i connotati di banditismo comune, di reazione alla fame e alle ingiustizie o di rivolta di natura politica (es. alla piemontesizzazione). Egli riteneva che il brigante, in gran parte dei casi, si rivelava un paladino del popolo e simbolo di rivoluzione proletaria:
(Francesco Saverio Nitti)
Giustino Fortunato lo considerò «un movimento spontaneo, storicamente rinnovantesi ad ogni agitazione, ad ogni cambiamento politico, perché sostanzialmente di indole primitiva e selvaggia, frutto del secolare abbrutimento di miseria e di ignoranza delle nostre plebi rurali».
Accanto alla miseria, alcuni identificano il brigantaggio come un fenomeno di resistenza, soprattutto in epoca risorgimentale. Il deputato liberale Giuseppe Ferrari disse: «I reazionari delle Due Sicilie si battono sotto un vessillo nazionale, voi potete chiamarli briganti, ma i padri e gli Avoli di questi hanno per ben due volte ristabiliti i Borboni sul trono di Napoli». Tuttavia il fenomeno era ben presente anche in altri stati preunitari all'alba dell'unità d'Italia, tra cui lo Stato Pontificio in cui ancor oggi si ricorda la figura de "il Passatore", il Lombardo-Veneto con Carcini, il Regno di Sardegna con Giuseppe Mayno e Giovanni Tolu.

## Storia del fenomeno in Italia

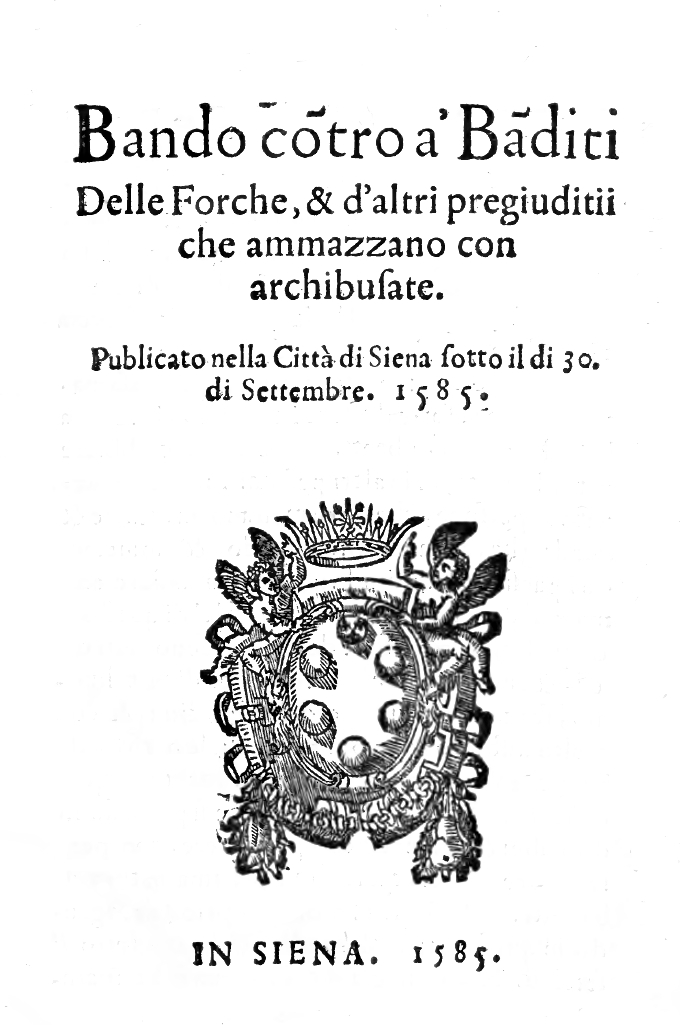
Titolo di un bando con i briganti emesso a Siena, dal granduca di Toscana nel 1585

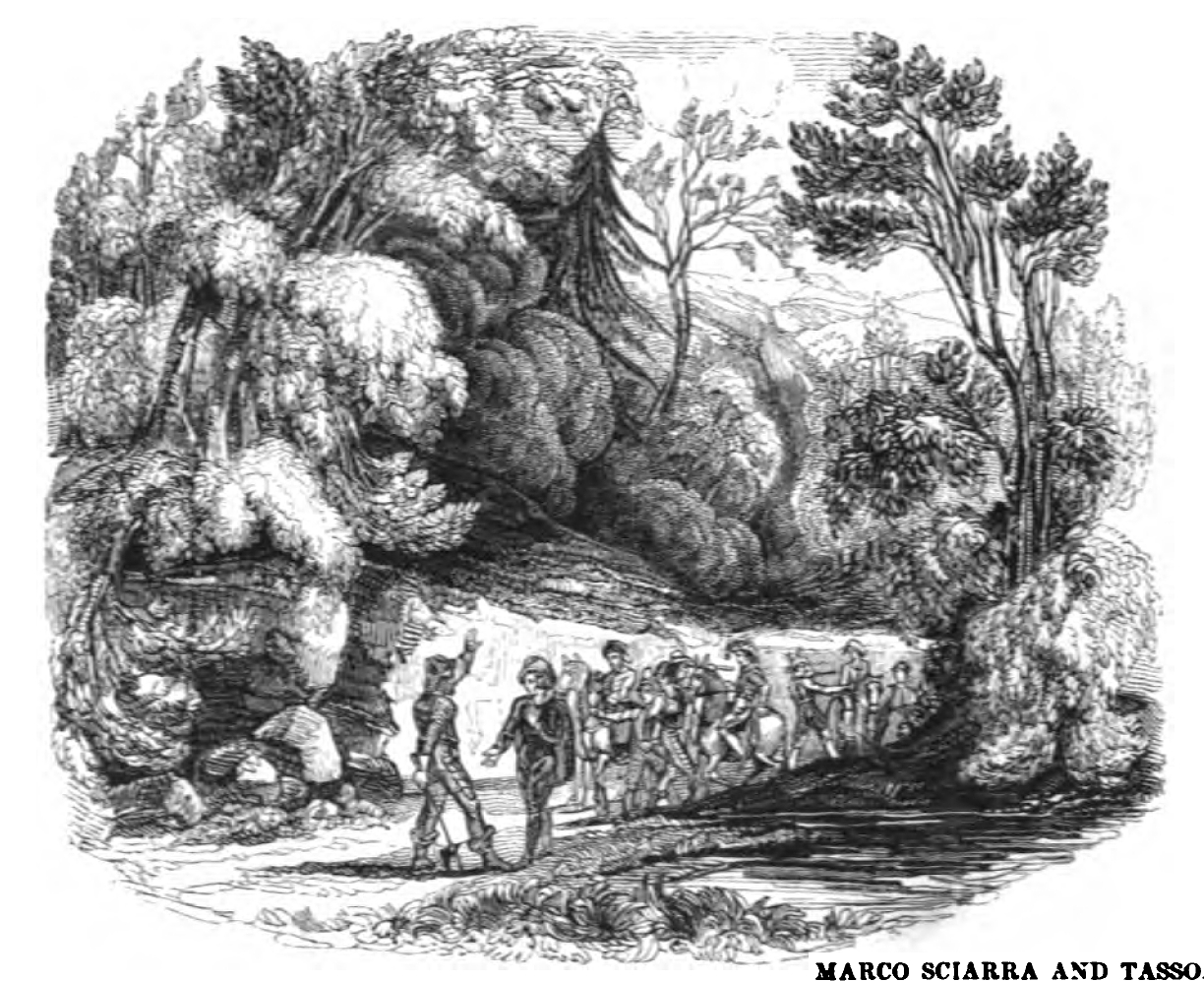
Torquato Tasso catturato da Marco Sciarra

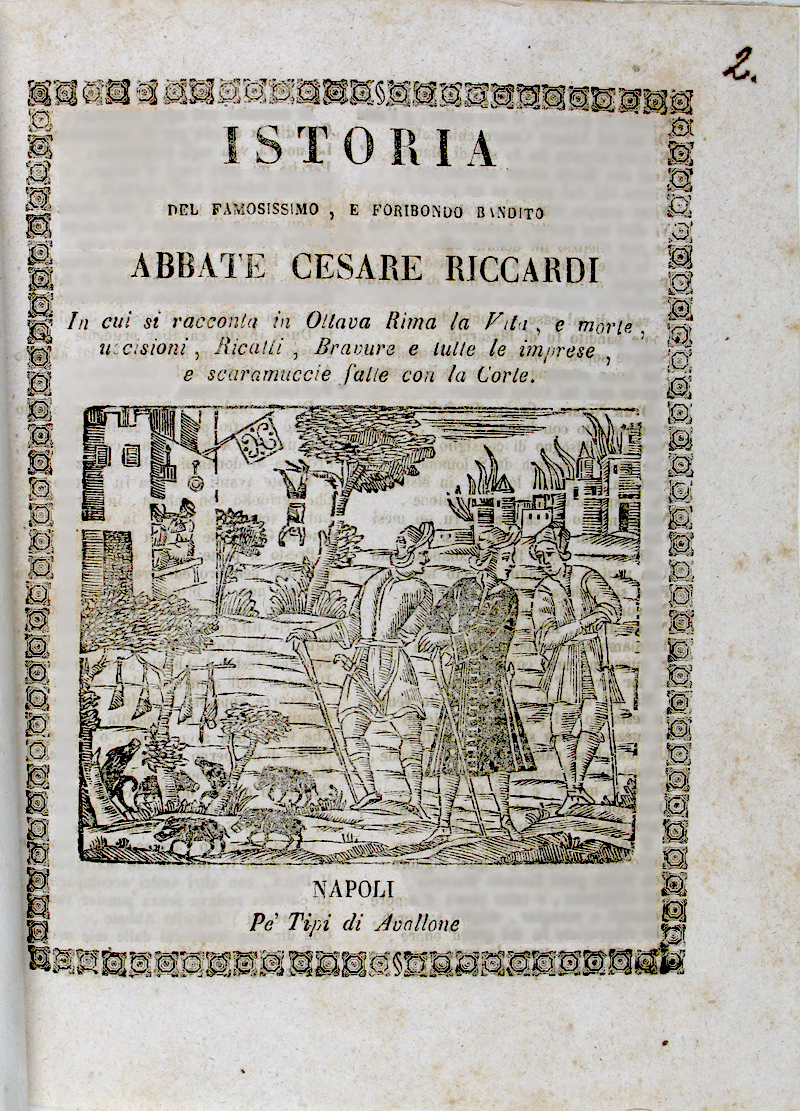
Antica copertina del libretto Istoria del famosissimo e foribondo bandito Abbate Cesare Riccardi, il brigante è rappresentato in mezzo a due compari, sul fondo un villaggio in fiamme, un uomo appeso per i piedi ad un albero e due malviventi che penetrano in una casa attraverso la finestra

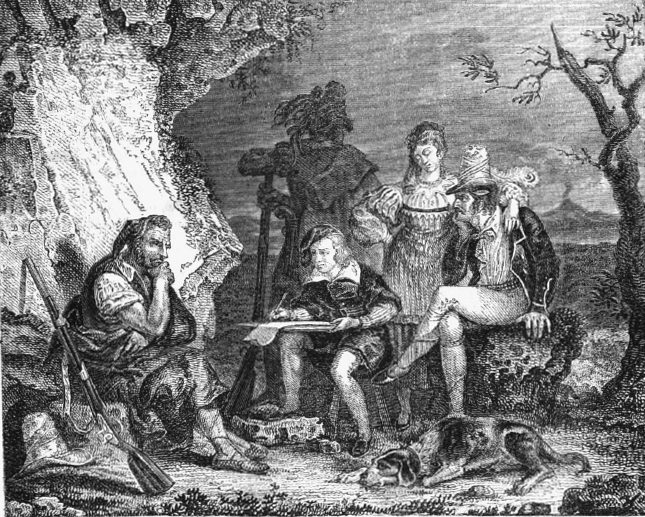
Salvator Rosa (1615-1673) raffigurato mentre ritrae un capo brigante, l'artista così riguadagnò la libertà dai briganti di Monte Gauro (Campi Flegrei)

### Impero Romano
Si inizia a parlare di brigantaggio già nell'antica Roma, quando a Taranto intorno al 185 a.C. avvenne un'insurrezione sociale composta perlopiù da pastori, che arrivarono a formare vere e proprie bande. Per risolvere la questione, il pretore Lucio Postumio Tempsano attuò una dura repressione in cui furono condannati circa 7.000 rivoltosi, alcuni dei quali furono giustiziati mentre altri riuscirono ad evadere. Anche Lucio Cornelio Silla prese provvedimenti contro i briganti (a quel tempo chiamati sicari o latrones) con la promulgazione della Lex Cornelia de sicariis nell'81 a.C., che prevedeva pene capitali come la crocifissione e l'esposizione alle belve (ad bestias).
Giulio Cesare affidò nel 45 a.C. al pretore Gaio Calvisio Sabino il compito di combattere con decisione il brigantaggio che si manifestava durante la sua governanza. Strabone ricorda la figura di Seleuro, chiamato figlio dell'Etna, che per molto tempo razziò le città dell'area etnea prima di essere catturato e ucciso nei giochi gladiatori nel 35 a.C..
Nel 26 a.C., Ottaviano Augusto combatté le rivolte brigantesche in Spagna dove agiva Corocotta, un legittimista della Cantabria, mentre Tiberio trasferì 4.000 ebrei in Sardegna per opporre i ribelli, nel timore che le loro bande si trasformassero in insorgenze, istigate da rivali politici. Settimio Severo dovette inviare un distaccamento di cavalleria impegnato in Britannia in una guerra di frontiera per catturare dopo due anni (207 d.C.) il brigante Bulla Felix una sorta di Robin Hood dell'epoca.

### Medioevo
In età medievale il brigantaggio si sviluppò in particolar modo nell'Italia centro settentrionale. Si formarono bande composte non solo da comuni banditi ma anche da avversari politici o persone agiate che venivano cacciati dalla loro residenza in seguito alla confisca dei loro patrimoni. Per sopravvivere queste persone furono costrette a darsi alla macchia, aggredendo mercanti e viaggiatori.
Nella seconda metà del XIV secolo, si registrarono numerose attività di banditismo nel Cassinate, ad opera di briganti come Jacopo Papone da Pignataro e Simeone da San Germano, i quali, con azioni vessatorie e spoliazioni, perseguitarono le popolazioni locali.
In Toscana operò il senese Ghino di Tacco, rampollo della nobile famiglia Cacciaconti Monacheschi Pecorai che non esitava anche a depredare uomini clericali come l'abate di Cluny, sebbene personalità come Giovanni Boccaccio non lo considerarono crudele con le sue vittime, tanto da essere definito, da una parte della storiografia, un "brigante gentiluomo", Dante lo cita nel sesto canto del Purgatorio della sua Divina Commedia. Queste due citazioni letterarie faranno sì che Ghino di Tacco sia il brigante medioevale italiano la cui fama sia ben sopravvissuta al suo tempo.

### Secoli XVI e XVII
In età moderna proliferarono gruppi di fuorilegge costituiti particolarmente da soldati mercenari sbandati; contadini ridotti alla fame e pastori che si dettero alla macchia, rubando capi di bestiame ai latifondisti. Alle attività di brigantaggio parteciparono anche preti di campagna - simbolo di malcontento e malessere molto diffusi nel clero rurale - che andarono ad ingrossare le file dei banditi.

Secondo L. Colombo «Nella seconda metà del XVI secolo il brigantaggio in tutta l'area mediterranea diventa una vera e propria marea sociale. Ondate di briganti si abbattono sulle campagne italiane arrivando a stringere in una morsa persino Roma».

#### Ducato di Milano
Nel secolo XVI bosco della Merlata che si estendeva a nord della città di Milano, dal borgo di Villapizzone a includere la Certosa di Garegnano era infestato da una banda di briganti che trovavano rifugio presso l'osteria Melgasciada, capitanati dai briganti Giacomo Legorino e Battista Scorlino che finirono catturati nel maggio 1566, quindi processati con 80 complici e condannati a morte crudele e esemplare: legati alla coda di un cavallo e trascinati da questo al galoppo. Tuttavia, nonostante le ferite e probabili ossa rotte dopo due ore di supplizio il Legorino era ancora vivo, per cui fu sottoposto al supplizio della ruota a cui resistette, la conclusione venne quando per la salvezza dell'anima, il cappellano chiese al boia di sgozzarlo. Il ricordo di questi due briganti rimase nei secoli nel milanese, da Giovanni Rajberti sappiamo che le loro gesta erano ricordate e rappresentate al vecchio teatro della Stadera, in corso Venezia, ancora nel 1841.

Nel secolo XVII la situazione dell'ordine pubblico peggiorò per l'indisciplina della soldatesca al soldo degli spagnoli, che secondo Cesare Cantù: 
 Malfattori contro i quali le autorità non riuscivano a imporre un freno e di cui in altri casi approfittavano, come quando incaricarono il marchese Porrone di scortare con cento suoi bravi fino ai confini col granducato di Toscana un certo Rucellaj che era stato minacciato di morte in Milano.

#### Repubblica di Venezia
Giovanni Beatrice detto Zanzanù fu uno dei più efferati banditi della Serenissima responsabile, con la sua banda, tra cui Eliseo Baruffaldi, tra il 1602 e il 1617 di circa 200 omicidi nell'area del alto Garda bresciano, sfuggì a numerosi cacciatori di taglie e morì il 17 agosto 1617 ammazzato dalla popolazione della comunità di Tignale dopo un fallito tentativo di sequestro di un facoltoso possidente, in furioso scontro a fuoco che causò la morte di quattro banditi e sei tignalesi. Il suo cadavere, portato a Salò fu appeso alla forca fu esposto al pubblico fino alla consumazione e la testa fu consegnata alle autorità a Brescia.

#### Romagna
Alla fine del Cinquecento nei territori al confine fra la Romagna toscana e quella pontificia agiva Alfonso Piccolomini, di nobile famiglia duca di Montemarciano la cui banda armata era composto da malfattori toscani, romagnoli e marchigiani. Inizialmente amico del granduca di Toscana che lo salvò dalla cattura facendolo rifugiare in Francia ritornò in Italia, probabilmente al soldo dei nemici dei Medici e favorito dall'appoggio degli spagnoli attestati nei Presidii, minacciò dalle montagne di Pistoia la Maremma e approfittò della fame causata dalla carestia del 1590 per «sollevare i popoli», e fare «delle scorrerie». Sia il Granducato di Toscana che lo Stato Pontificio gli diedero lungamente la caccia impiegando ingenti risorse di uomini e mezzi fino a riuscire a giustiziarlo il 16 marzo del 1591.

#### Stato della Chiesa e Italia Centrale
Nella seconda metà del Cinquecento, operò nell'Italia centrale e meridionale il brigante abruzzese Marco Sciarra che, raccolti attorno a sé circa un migliaio di uomini, compì scorrerie e assalti; inimicandosi sia gli spagnoli che lo stato della Chiesa. Nello stesso periodo agiva Alfonso Piccolomini Todeschini, un nobile appartenente a illustre famiglia senese, che scelse la strada del brigantaggio per combattere lo stato Pontificio, messosi a capo di persone misere egli commetteva atti fuorilegge tra Umbria, Marche e Lazio. Alla fine del Cinquecento, altre bande operarono nell'Italia Centrale, capeggiate da Battistello da Fermo, Francesco Marocco, Giulio Pezzola e Bartolomeo Vallante; mentre nello stesso periodo agiva in Calabria Marco Berardi noto col nomignolo di Re Marcone.
Le cronache di questo periodo riportano pure le gesta di un certo capitano Antino Tocco, nativo di San Donato Val di Comino, il quale da guardiano di pecore con l'armi in mano divenne capitano del Regno di Napoli combattendo i briganti nelle aree di confine fra il Frosinate, l'Abruzzo e il Regno di Napoli, di costui le cronache ricordano che: «fu gran Persecutore di gente scelerata, Banditi e ladri di strada de quali ne fece gran strage, dissolvendoli a fatto».
Nel 1557 con una notificazione del commissario di papa Paolo IV si ordina la distruzione del paese di Montefortino vicino a Roma; i suoi abitanti sono dichiarati fuorilegge come "briganti", e i resti dell'abitato distrutto sono cosparsi di sale.
Decenni dopo emerse sulla scena del brigantaggio Cesare Riccardi (noto come "Abate Cesare"), costretto alla vita clandestina per aver ucciso un nobile nel 1669 e che, nonostante la sua efferatezza, era ricordato da alcuni come un eroe dei più poveri.
Nella lotta contro il brigantaggio s'impegnò con energia papa Sisto V: migliaia di briganti furono trascinati davanti alla giustizia e molti di loro vennero condannati a morte. Il papa inoltre promulgò il divieto di portare indosso armi di media e grossa taglia. Nel giro di un breve periodo il pontefice poteva affermare che il paese fosse in perfecta securitas. La repressione del brigantaggio avvenne con tre metodi: -A) piccoli reparti armati che combattevano i briganti nascosti nei boschi; -B) pagamento di taglie a delatori, disposti a svelare i covi dove si celavano i capibanda; e -C) ai briganti che si erano macchiati di delitti minori era offerta, come alternativa alla pena, la possibilità di arruolarsi nelle truppe pontificie.
Alla fine del secolo XVI la campagna romana, particolarmente nelle province di Frosinone e Anagni fu soggetta a frequenti incursioni di bande di briganti, contro le quali nel 1595 papa Clemente VIII inviò alcune compagnie di cavalleria; analoga azione repressiva venne ordinata dal viceré di Napoli - conte Olivarez - contro briganti che infestavano il regno omonimo. Costoro agivano principalmente aggredendo i viandanti e corrieri nei boschi o nei tratti montuosi delle strade, derubandoli e spesso uccidendoli; in altri casi catturando persone facoltose per estorcerne riscatto. In questo periodo, tra i sequestrati le cronache riportano due nobili ecclesiastici romani: Giambattista Conti vescovo di Castellaneta e Alessandro Mantica arcivescovo di Taranto, che furono liberati dopo il pagamento d'un riscatto ingente.
La persistenza del brigantaggio, che rimaneva sempre vigoroso nonostante la repressione a cui era sottoposto, era in gran parte dovuta all'appoggio che esso trovava, ora in questo ora in quello, fra i governi del granduca di Firenze, di Roma e di Napoli. Tale da rappresentare arma nascosta dei diversi governi, poiché come conseguenza dei frequenti dissidi fra il Papa e il Granduca, o il Papa e il Viceré; alle ostilità diplomatiche si accompagnavano silenziosamente attività brigantesche, favorite a turno dall'uno ai danni dell'altro: da Napoli o Firenze ai danni di Roma e viceversa. Nel 1594 papa Clemente VIII si lamentava col Nunzio di Napoli sul comportamento del Viceré dello stesso regno, dicendo che «mostrandosi favorire i banditi di questo Stato [n.d.r. ossia quello papalino] mette S. B. nella necessità di continuare nelle gravi spese che si son fatte fin adesso nella persecuzione loro».

#### Vicereame spagnolo di Napoli
In Aspromonte e nella Sila nel cinquecento, agiva il brigante Nino Martino, il cui ricordo, nella tradizione orale calabrese, ha portato a confonderlo con san Martino il santo dell'abbondanza.
Secondo Rovani, durante i due secoli di dominazione spagnola nel napoletano, i banditi dominavano la campagna ed i nobili, se non volevano subirne vessazioni si vedevano obbligati a proteggerli, utilizzandoli come scherani quando possibile, attirandoli a Napoli in momenti politicamente torbidi, come i sussulti filofrancesi del 1647 e 1672. Nel marzo 1645 a Napoli venne promulgato un indulto generale verso tutti i briganti su cui pendesse la condanna di morte; a condizione che si arruolassero nella milizia. Un contemporaneo stimò che ad arruolarsi fossero circa 6000, su una popolazione di 2 milioni.
Nella seconda metà del secolo XVI, nel Crotonese divenne famoso Re Marcone, soprannome di un brigante che radunò una banda armata in lotta contro il viceré spagnolo ed il potere ecclesiastico; autoproclamatosi re su una vasta area della Sila pose una taglia di duemila scudi sopra il Marchese spagnolo che lo combatteva, e dieci per ogni testa di spagnolo ucciso.

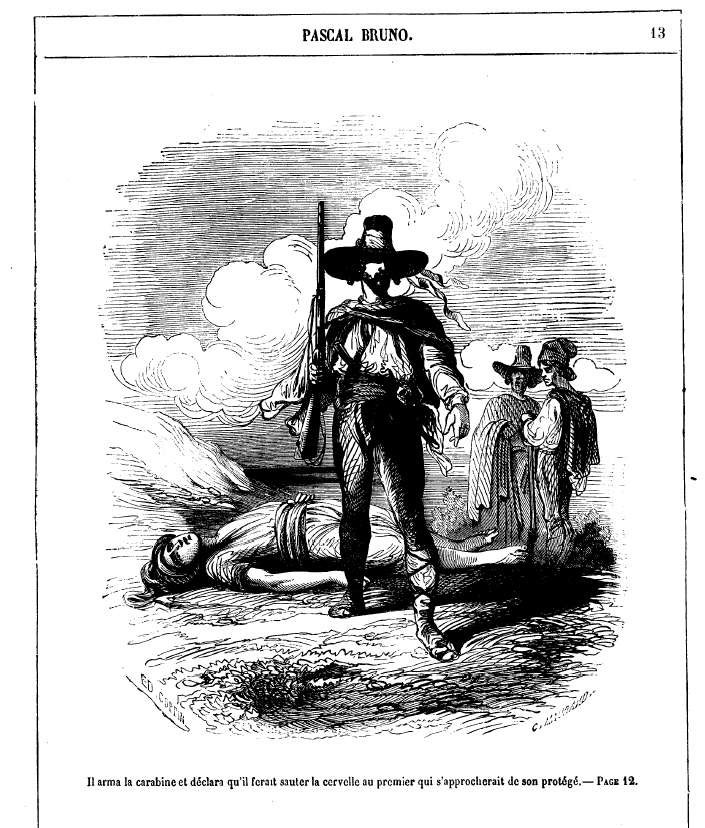
Il brigante siciliano Pasquale Bruno

### Secolo XVIII e periodo preunitario

#### Regno di Sicilia
Nel Regno di Sicilia, i primi briganti apparvero, negli anni venti del '700, in particolare nell'Agrigentino.
Secondo Giuseppe Pitrè il fenomeno assunse rilevanza regionale nel 1766, dopo la grave siccità che colpì la Sicilia nel 1763, che portò la carestia. Il famigerato brigante Antonino Di Blasi di Pietraperzia, detto Testalonga, guidava tre bande sparse per tutta la Sicilia meridionale, insieme a Antonino Romano di Barrafranca e Giuseppe Guarnaccia di Regalbuto. Il viceré Giovanni Fogliani Sforza d'Aragona mise su ciascuno una taglia di 100 onze e inviò tre compagnie di soldati e una di dragoni e entro il marzo 1767 furono tutti catturati e giustiziati.
Il brigante Pasquale Bruno visse alla fine del '700 operando nel messinese, e fu giustiziato nel 1803. Alexandre Dumas si ispirò alla sua storia per il romanzo "Pascal Bruno, il brigante siciliano". Dal 1817 il regno di Sicilia, fu unito con quello di Napoli, nel Regno delle Due Sicilie.

#### Regno di Napoli
Nei territori del regno borbonico gli episodi di brigantaggio furono manifesti ben prima dell'invasione francese del Regno di Napoli.
Nel 1760 squadre di banditi arrivarono al punto di ordinare che le tasse fossero pagate a loro anziché al fisco, nella seconda metà del secolo XVII, mentre si recava a Roma per il conclave il cardinale Innico Caracciolo fu catturato e liberato solo dopo il pagamento di 180 Doppie come riscatto.
Un famoso brigante fu Angelo Duca (noto come Angiolillo) che si distinse tra Campania, Puglia e soprattutto in Basilicata. Catturato nel 1784 fu impiccato a Salerno e quindi, smembratone il cadavere, la testa venne esposta a Calitri. Le sue gesta furono ricordate positivamente da Pasquale Fortunato (avo del meridionalista Giustino), che compose un poema su di lui, e da Benedetto Croce che lo definì «di buona pasta, coraggioso, ingegnoso e di una certa elevatezza d'animo». Secondo lo storico inglese Hobsbawm, Angiolillo rappresenta «l'esempio forse più puro di banditismo sociale».
La complicità fra nobili locali e banditi rendeva difficile combatterne le attività, per cui spesso la lotta contro i loro protettori veniva trascurata. Il processo ai banditi spesso si svolgeva ad modum belli, ovvero in forma sommaria e veloce: al reo veniva sollecitata la confessione dei crimini di cui era accusato (di solito si trattava di appartenenza a banda armata in campagna, omicidi, ricatti...), qui si ricorreva alla tortura (sospensione e tratti di fune) per verificare quando confessato dall'imputato; dopodiché all'avvocato difensore era permessa un'ora per organizzare la difesa; a questa seguiva il pronunciamento della sentenza, che veniva eseguita immediatamente. Le teste mozzate dei condannati, erano portate in mostra per le vie di Napoli come ammonimento e conferma dell'avvenuta giustizia. Questa esibizione del cadavere avveniva un po' dappertutto in Italia fino al XIX secolo: per esempio, il cadavere di Stefano Pelloni, detto il Passatore, ucciso in Romagna nel 1851, fu posto su un carretto e portato di paese in paese a dimostrazione del cessato pericolo.

##### Età napoleonica

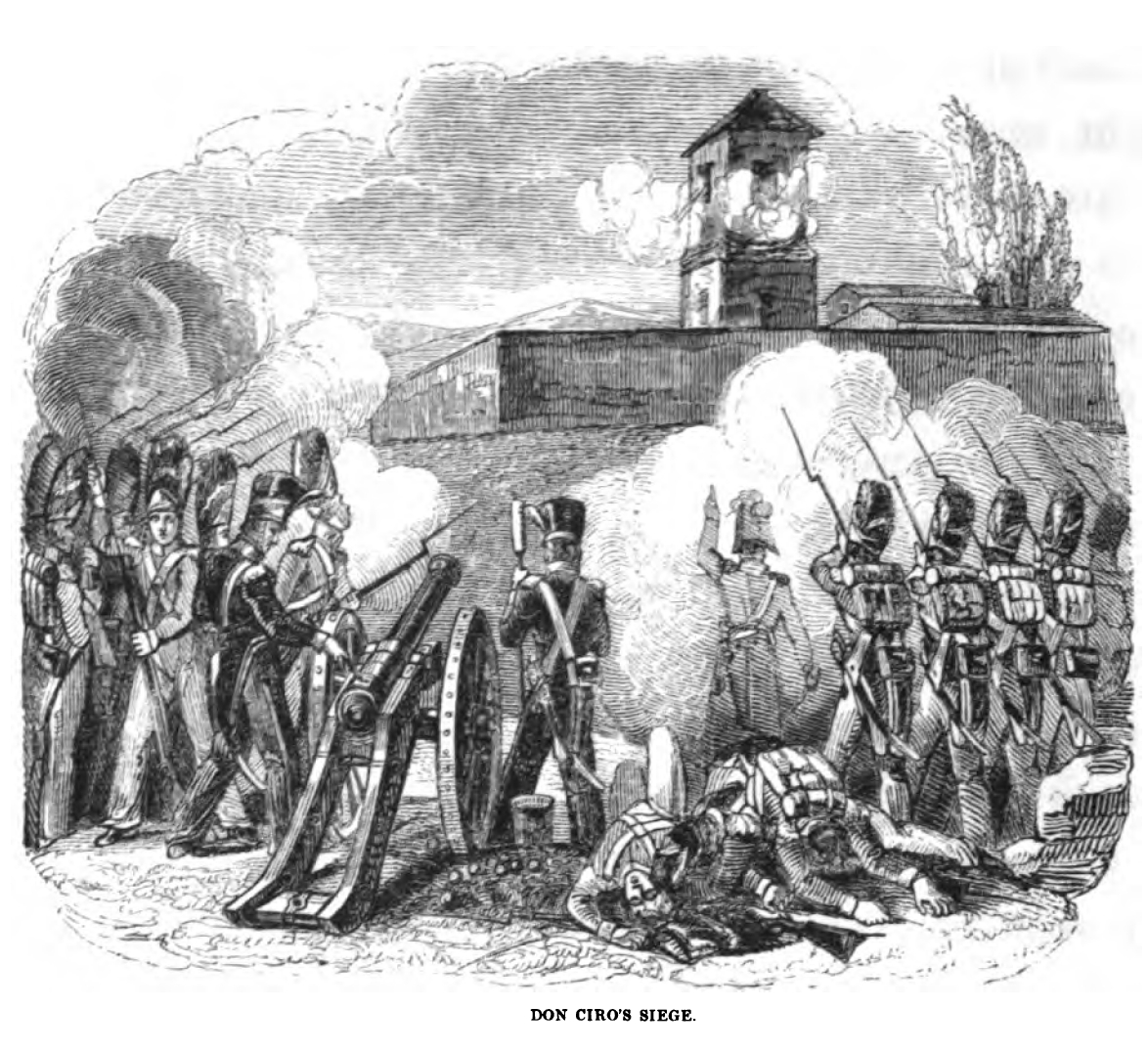
Stampa dell'epoca illustrante l'assedio finale delle truppe del generale Church al rifugio di Papa Ciro

Il brigantaggio venne fortemente combattuto nel periodo napoleonico. Nel 1799 numerosi banditi dell'epoca si aggregarono ai combattenti antigiacobini noti come sanfedisti, capeggiati dal cardinale Fabrizio Ruffo per la riconquista del Regno di Napoli, divenuto Repubblica Napoletana, da parte della corona borbonica. Tra i capi briganti si ricordano: Pronio, Sciarpa e (Fra Diavolo), il più famoso fra questi, un pluriomicida che accettò di arruolarsi nell'esercito napoletano, in cambio della remissione della pena e Gaetano Mammone, descritto da fonti dell'epoca come una persona estremamente crudele e il suo luogotenente Valentino Alonzi, zio di Chiavone che sarà uno dei maggiori briganti postunitari; gran parte di costoro furono promossi al grado di colonnello dell'armata regia e insigniti di onorificenze.
Tra le azioni di queste bande vi fu la sanguinosa reazione alla Rivoluzione altamurana contro la popolazione favorevole ai repubblicani. Decaduta la repubblica, durante il periodo della prima restaurazione borbonica molti di questi briganti proseguirono nelle loro attività violente e di rapina, scontrandosi contro le truppe borboniche, Mammone venne catturato e morì in carcere nel 1802. Lo stesso Fra Diavolo venne temporaneamente imprigionato nell'ottobre 1800, dopo che la sua banda aveva saccheggiato alcuni paesi per approvvigionarsi, venendo quindi liberato da re Ferdinando IV e poté tornare al suo paese come Comandante Generale del dipartimento di Itri.
Durante il decennio francese, vennero attuate dure repressioni contro i briganti, soprattutto in Basilicata e Calabria, regioni in cui si concentrò maggiormente la reazione legittimista alla presenza francese. Nel 1806, i generali francesi Andrea Massena e Jean Maximilien Lamarque, durante la repressione delle rivolte saccheggiarono le città lucane di Lagonegro, Viggiano, Maratea e Lauria, dove numerosi rivoltosi vennero impiccati e fucilati sommariamente. Lo stesso anno fra Diavolo venne catturato dai francesi ed impiccato a Napoli.
Durante il regno di Gioacchino Murat, nel secondo periodo napoleonico, il brigantaggio antifrancese rimase sempre attivo e tra le bande più temute del periodo vi era quella di Domenico Rizzo noto come "Taccone" che arrivò a proclamarsi "Re di Calabria e Basilicata". È nota l'opera repressiva contro il brigantaggio calabro-lucano da parte del colonnello francese Charles Antoine Manhès, ricordato da Pietro Colletta per i suoi metodi violenti e crudeli e che per la sua determinazione nel reprimere il fenomeno fu confermato nel suo incarico anche dopo il ritorno al potere borbonico.

##### Seconda restaurazione borbonica

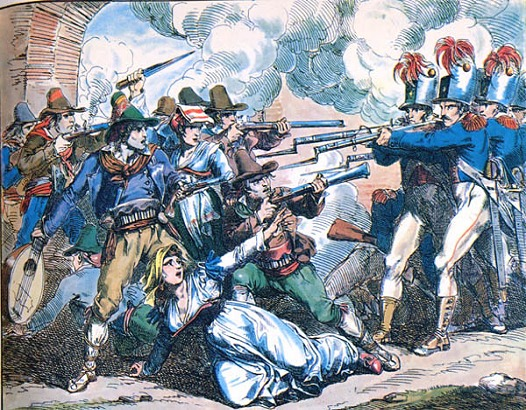
Bartolomeo Pinelli: la cattura del capo brigante Alessandro Massaroni a Monticelli ad opera di truppe congiunte napoletane, pontificie e austriache (20 giugno 1821)

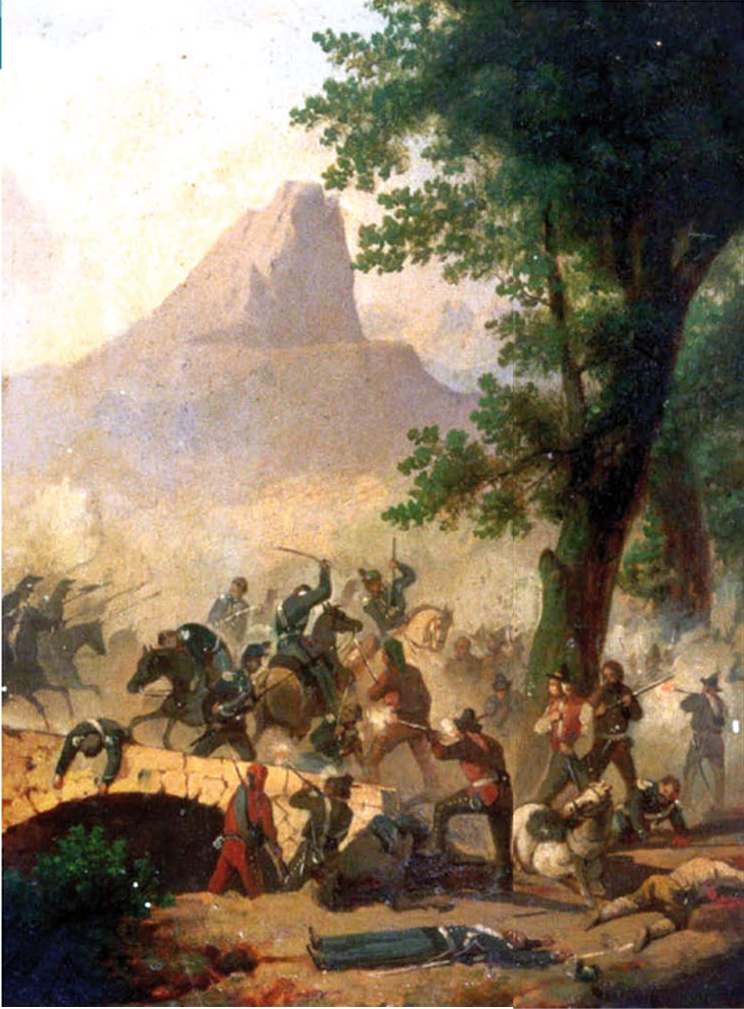
Brigantaggio preunitario: scena di combattimento tra briganti e milizia in un dipinto dell'epoca

In seguito alla seconda restaurazione borbonica, il re Ferdinando I attuò una campagna repressiva nei confronti delle bande di briganti. Il sovrano borbonico, in particolare nell'aprile 1816, aveva infatti emanato un decreto per lo sterminio dei briganti che infestavano Calabria, Molise, Basilicata e Capitanata, conferendo speciali poteri ai vertici dell'esercito.
Il 4 luglio 1816 fu stipulato tra il governo papale e quello borbonico, un accordo di collaborazione sullo sconfinamento reciproco delle truppe, tra i territori pontifici e quello del regno borbonico, durante le azioni di repressione del brigantaggio. Questo accordo, poi rinnovato e ampliato il 19 luglio 1818, aveva lo scopo di evitare che lo stato confinante divenisse rifugio per briganti in fuga.
Nella Puglia settentrionale, in Capitanata, il brigantaggio era particolarmente attivo (soprattutto nel distretto di Bovino) «...fino ad assumere connotati di massa. Ad esso si dedicavano alacremente migliaia di individui, padri e figli, che nell'assalto ai viaggiatori, alle diligenze e al procaccio trovavano la fonte primaria del proprio sostentamento».
Nell'ottobre 1817 il generale inglese Richard Church ebbe il comando della sesta divisione militare, comprendente le province di Bari e di Lecce, per combattere il brigantaggio fiorente nelle Puglie spesso associato a società segrete antiborboniche come nel caso di Papa Ciro, sacerdote e brigante delle Murge. Gli furono dati ampi poteri, sulla falsariga di quanto era stato fatto nel periodo napoleonico nei confronti di Manhès. L'azione di Church fu dura ed efficace. Commenta Pietro Colletta:
(Pietro Colletta, Storia del reame di Napoli dal 1734 sino al 1825, Libro VIII, "Regno di Ferdinando IV (1815-1820)", Capo III, "Errori di governo e loro effetti", XLVIII)

#### Nel Regno delle Due Sicilie

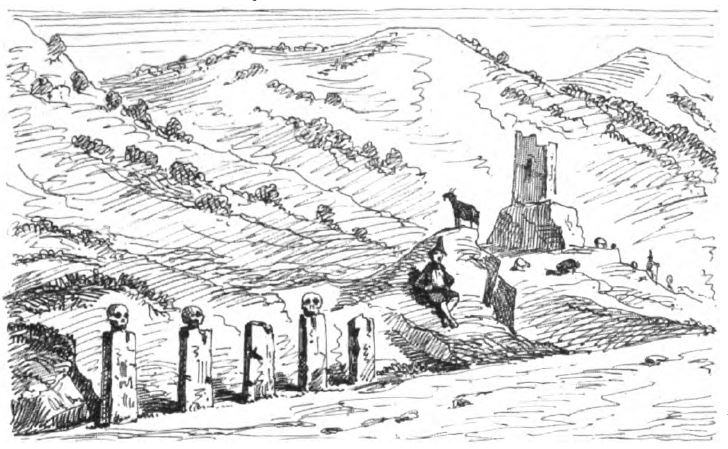
Crani di briganti esposti sopra pilastri a Campo Tenese (Morano Calabro), in un disegno del 1852 di Horace de Rilliet

Nel 1818, trasferito Church in Sicilia, fu inviato in Puglia il generale Guglielmo Pepe per organizzare le milizie provinciali da impiegare contro i briganti di Rocco Chirichigno.
Nella sua cronaca di viaggio da Napoli a Lecce, pubblicata nel 1821, Giuseppe Ceva Grimaldi (marchese di Pietracatella) scrisse a proposito di questa lotta contro il brigantaggio:
(Giuseppe Ceva Grimaldi, Itinerario da Napoli a Lecce e nella provincia di Terra d'Otranto nell'anno 1818)
Nel 1817 nel Cilento la banda dei fratelli Capozzoli iniziò le sue scorribande, che proseguirono fino al 1828, quando costoro si unirono ai Filadelfi durante i Moti del Cilento, la dura repressione ad opera di Del Carretto stroncò la rivolta, i Capozzoli furono catturati l'anno seguente, giustiziati a Salerno e loro teste mozzate portate in mostra nei paesi circostanti.

##### Leggi speciali per la repressione del brigantaggio
Nel 1821 re Ferdinando I emise un decreto reale contenente norme severissime per la repressione del brigantaggio nei territori continentali del Regno di Napoli.
Nei territori del Sud continentale venivano istituite quattro corti marziali, la Campania al maresciallo Salluzzi; l'Abruzzo, Molise, Terra di Lavoro al maresciallo Mari; Basilicata e Puglia meridionale al maresciallo Roth; la Calabria al maresciallo Pastore.

In tutti i comuni borbonici venivano pubblicate delle liste di banditi, dette “Liste di fuor bando”, contenenti i nomi dei ricercati per brigantaggio, che potevano essere uccisi da chiunque, ricevendo anche un premio in denaro, rispettivamente di 200 ducati per il capobanda e di 100 per il semplice componente la banda.
Le norme del Decreto reale borbonico 110/1821 prevedevano la pena di morte per chiunque facesse parte di una banda armata (era sufficiente essere membri di un gruppo anche di soli tre uomini, di cui anche uno solo armato) che commettesse crimini di qualsiasi natura. Era prevista la pena di morte anche per tutti i “manutengoli”, ovvero per quelli che, in qualunque modo, aiutassero, favorissero o si rendessero complici dei briganti: informatori, ricettatori, ecc. Veniva concessa l'amnistia, ma solo per i briganti che eliminavano altri briganti. Ad esempio, un bandito otteneva l'impunità per i propri reati uccidendo un altro bandito della stessa banda, mentre un capobrigante era amnistiato soltanto se uccideva tre banditi. Se invece un bandito uccideva un capobanda, otteneva la grazia ed era anche premiato. Si cercava in questo modo d'istigare i briganti ad eliminarsi a vicenda.
Il brigantaggio interessò in genere, tutta la permanenza della dinastia borbonica sul trono napoletano: «... La crisi economica del 1825-1826 prostrò il mondo delle campagne diede via alla ripresa della guerriglia rurale e a clamorosi episodi di brigantaggio». Spagnoletti segnala, in età borbonica, un «... ribellismo endemico, spesso sfociato nel brigantaggio di estese zone delle Calabrie e del Principato Citra...». Per l'abilità dimostrata durante il periodo murattiano, Ferdinando I confermò nel suo incarico il generale Charles Antoine Manhès, promosso nel 1827 a inspecteur général de gendarmerie.
Ancora nell'ottobre 1859, pochi mesi prima della fine del Regno delle Due Sicilie, il re Francesco II con il Decreto n. 424 del 24 ottobre 1859 conferì a Emanuele Caracciolo, comandante in seconda della gendarmeria, destinato nelle tre Calabrie, il potere di arrestare e far processare dagli ordinari consigli di guerra delle guarnigioni di Cosenza, Catanzaro e Reggio Calabria coloro che si macchiavano dei seguenti reati:
1. Comitiva armata
2. Resistenza alla forza pubblica
3. brigantaggio
4. favoreggiamento al brigantaggio

Il procedimento giudiziario avrebbe dovuto svolgersi secondo l'articolo 339 e seguenti dello Statuto Penale Militare e le condanne eseguite secondo l'articolo 347 del medesimo statuto, entrambi facenti parte del capitolo IX "Della processura subitanea". L'articolo 339 affermava la necessità di un "pronto esempio" per quei reati che possono «interessare la militar disciplina e la sicurezza delle truppe», e per «impedire le funeste conseguenze di simili reati» si adopererà «un più spedito giudizio che si chiamerà subitaneo».
L'articolo 347 recita: "Le decisioni de' Consigli di guerra radunati con modo subitaneo non ammettono richiamo all'alta Corte militare e vengono eseguite nello stesso termine che il rispettivo Consiglio stabilirà", ossia le condanne sono inappellabili.
Dal 1806, sotto Murat, sino al 1834 nel regno di Napoli, poi regno di Sicilia, furono emessi sessanta decreti contro il brigantaggio, a cui se ne dovrebbero aggiungere altri riguardanti in modo specifico la Sicilia.
Nel 1844 il brigante calabrese Giuseppe Melluso, rifugiato a Corfù in quanto ricercato per omicidio, partecipò come guida allo sbarco a Cosenza della spedizione antiborbonica dei fratelli Bandiera.
Il brigantaggio calabrese di questo periodo ispirò nel 1850 a Vincenzo Padula il dramma Antonello capobrigante calabrese.

#### Stato pontificio
Tavola da: Maria Calcott (Maria Graham), Three months passed in the mountains east of Rome, 1820. In testa un alto cappello conico adorno con bande alterne rosse bianche; il corpo ricoperto da un ampio mantello; una giacchetta di velluto blu, gilet ornata con bottoni di filigrana d'argento; camicia di lino; brache aderenti, allacciate sotto il ginocchio; ai piedi le caratteristiche cioce. L'abbigliamento è completato da una cartucciera in cuoio, attorno alla vita (detta "padroncina"); un'altra cintura di cuoio scende dalla spalla a mo' di bandoliera e porta un fodero per coltello, forchetta e cucchiaio; un grosso coltello da caccia posto di traverso sul davanti; un cuore d'argento, contenente una immagine della Madonna e Bambin Gesù, appuntato all'altezza del cuore (un altro simile spesso era appeso al collo). Grossi orecchini d'oro e altri oggetti (come anelli, catene, orologi) sempre d'oro arricchivano il costume.

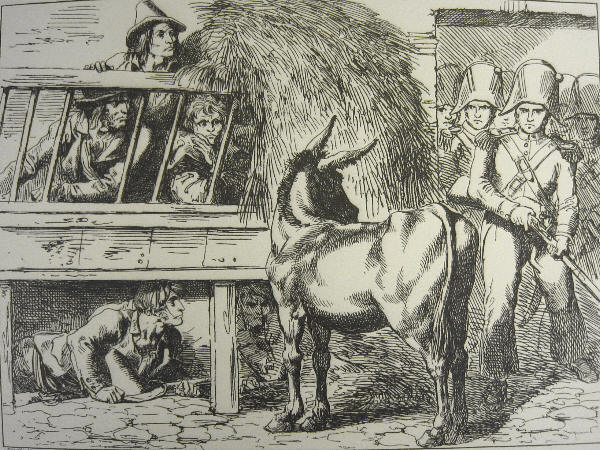
Gendarmi pontifici in perquisizione alla ricerca di briganti nascosti, in una fattoria della campagna romana, inizio XIX secolo

Il continuo imperversare dei briganti negli stati pontifici obbligò il cardinale Fabrizio Spada, segretario di stato di Innocenzo XIII ad emanare il 18 luglio 1696 un apposito editto contro "Grassatori, banditi, facinorosi e malviventi", per obbligare la popolazione alla delazione dei tali, minacciando galera o pena della vita per chi avesse taciuto; promettendo un premio di 100 scudi d'oro per chi avesse causato la cattura di un criminale ricercato.
Nonostante questo editto, la situazione non sembrò cambiare e, agli inizi del secolo XIX, l'area inclusa fra l'Aquila, Terracina, i fiumi Tevere e Garigliano era ancora sempre, soggetta alla frequente attività di briganti.
Nei dintorni di Terracina imperversava per circa 40 anni il brigante Giuseppe Mastrilli, quando questi venne catturato, la sua testa fu esposta a Terracina, rinchiusa in una gabbietta di ferro, a Porta Albina che quindi venne popolarmente chiamata "Porta Mastrilli", la testa rimase esposta fino al 19 ottobre 1822, quando fu rimossa in conseguenza a petizione popolare.
Lo storico Antonio Coppi, così descrive la situazione nello stato pontificio, al tempo della Restaurazione: «Le provincie prossime a Roma furono per molti anni tormentate dagli assassini (detti volgarmente briganti), male comune colle vicine [aree] napoletane degli Abruzzi, della Terra di Lavoro e della Puglia. Nelle sollevazioni di molte popolazioni contro i Francesi, allorquando essi occupavano queste regioni, non pochi erano corsi alle armi, più per amore della rapina che della patria. Alcuni si assuefecero in tal guisa al ladroneccio e vi persistettero anche dopo terminati i popolari tumulti. Formati così diversi nocchj di ladri, che scorrevano armati per le campagne, recavansi ad unirvisi molti di coloro che avevano la stessa perversa inclinazione, o che per commessi delitti divenivano fuggiaschi... Uniti in bande costringevano i contadini ed i pastori a somministrar loro il vitto. Violavano le femmine che potevano raggiungere. Assaltavano i doviziosi, e non contenti di rapir loro quanto portavano, li conducevano sulle montagne e gli imponevano enormi taglie pel riscatto. Se non ricevevano il chiesto denaro li trucidavano fra' più orribili tormenti».
Fra questi il brigante più famoso fu Antonio Gasbarrone detto Gasparrone il cui aiutante Tommaso Transerici fu l'artefice del tentato sequestro di Luciano Bonaparte dalla sua villa tuscolana in Frascati nel 1817. Sei banditi penetrarono in tale villa e, non trovandolo rapirono il suo segretario, per il quale chiesero il pagamento di un riscatto entro 24 ore, pena l'uccisione dell'ostaggio; al rapito spiegarono che, sia pur con rincrescimento sarebbe stato ucciso in caso di non pagamento, in quanto i briganti dovevano salvaguardare la loro fama di uomini d'onore nel mantenere la parola data; i banditi nei loro rapimenti non distinguevano fra uomini e donne, tant'è vero che nello stesso periodo una giovane donna, rapita tra Velletri e Terracina, fu uccisa non essendo stato pagato il suo riscatto.
A seguito di queste azioni delittuose il cardinale Ercole Consalvi emise un proclama invitando i banditi ad arrendersi, promettendo loro una debole pena di sei mesi di prigionia a Castel Sant'Angelo, il pagamento loro di una somma di denaro per i giorni di imprigionamento e quindi il loro rilascio. Un certo numero di costoro si consegnarono, furono imprigionati nel castello, dove furono posti in mostra al popolo come animali selvaggi in gabbia ma, promesse nonostante, non furono liberati al termine del periodo stipulato.
Tali misure, tuttavia, non servirono a ridurre il brigantaggio, particolarmente attivo nella provincia di Campagna e Marittima al confine col Regno di Napoli, e il 18 luglio 1819 il cardinale Consalvi emise un duro editto, con il quale decretava la distruzione del paese di Sonnino, nel basso Lazio, giudicato principale luogo di rifugio dei briganti locali e attirante anche malfattori del vicino regno borbonico, e punto di riferimento per bande di fuorilegge di Fondi e di Lenola. Simultaneamente tale editto imponeva lo sfratto forzato degli abitanti. Il comune sarebbe stato suddiviso fra quelli circostanti non coinvolti nel brigantaggio. La distruzione del comune venne sospesa dopo l'abbattimento di venti case; l'ordine di distruzione totale del paese definitivamente annullato l'anno seguente.
Con lo stesso editto il Consalvi, tentando di coinvolgere i comuni nella lotta contro il brigantaggio, li obbligò a difendere il loro territorio dalle incursioni dei briganti e a rimborsare i derubati del denaro pagato a seguito di estorsioni. Contemporaneamente decretò riduzioni temporanee di due anni delle imposte sul sale e sul macinato, per quei paesi che avessero collaborato nella cattura o uccisione dei briganti; incremento delle taglie poste sulla testa dei ricercati e pena di morte per chi li aiutasse. Le guardie armate antibrigantaggio, già istituite nel 4 maggio 1818, vennero rafforzate e fu concesso il porto d'armi gratuito a tutti i loro appartenenti. Ad ogni comune venne richiesto di munirsi d'una torre campanaria per segnalare incursioni banditesche e chiamare a raccolta per la difesa. Chiunque non rispondesse all'appello della campana, era da considerarsi complice dei malviventi e soggetto a pene pecuniarie e corporali. La resistenza alla forza armata e l'aiuto ai briganti erano punibili fino alla pena di morte, ogni azioni militare completata con successo contro i briganti comportava un automatico avanzamento di grado dell'ufficiale al comando, mentre viceversa, degradazione o espulsione erano previste nei casi di codardia e/o disonore nel corso del servizio. L'editto annunciava che nessun ulteriore amnistia sarebbe stata concessa, ma lasciava un mese di tempo per arrendersi ed appellarsi alla clemenza del Pontefice.
Nel 1821 vennero assaliti il monastero dei frati camaldolesi dell'Eremo di Tuscolo e un collegio per fanciulli alle porte di Terracina.
Perdurando il brigantaggio nella provincia di Campagna e Marittima, nel 1824 vi fu appositamente inviato il cardinale Antonio Pallotta con pieni poteri, con la nomina a "legato a latere" per combatterlo. Il cardinale si insediò a Ferentino e il 25 maggio emise un editto al fine di estirpare il brigantaggio e rendere sicure le vie di comunicazione, lungo le quali avvenivano numerose aggressioni contro i viaggiatori. Alcune aggressioni furono perpetrate contro viandanti stranieri, provocando così azioni di protesta da parte dei rappresentanti del corpo diplomatico accreditato a Roma.
Nell'editto il cardinale condannava a morte chiunque fosse indicato come brigante, senza alcun processo e chiunque poteva giustiziarlo e consegnato il cadavere alle autorità ricevere un premio di mille scudi:

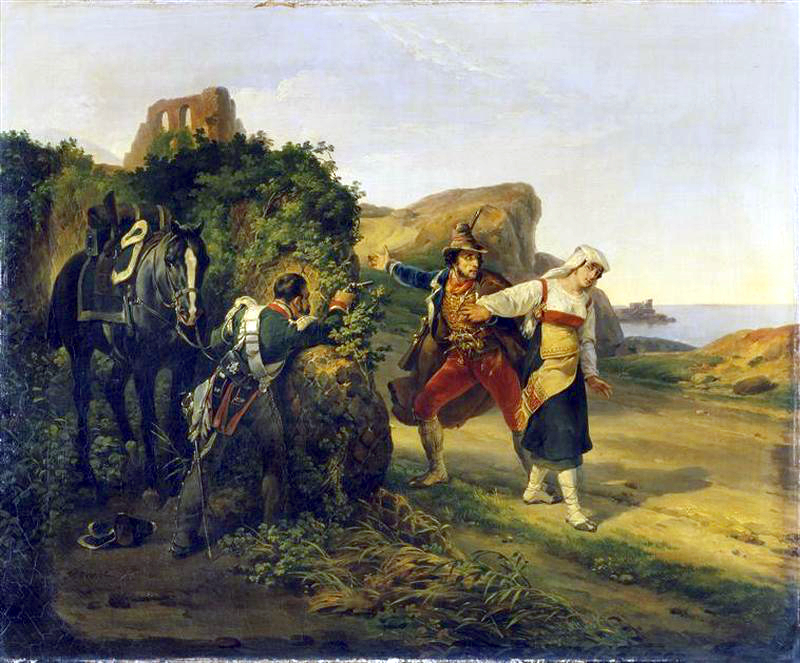
Il brigante tradito. Dipinto di Horace Vernet (1830) scena di un agguato a un brigante ambientato in sulla costa della Campagna e Marittima

III. I Contumaci così dichiarati, cadendo in potere della Giustizia identificata la persona, nel perentorio termine di 24 ore, senza altro Processo, formalità, e Giudizio saranno esecutati colla Forca.

IV. Un solo mezzo avrà ognuno de' tali Delinquenti per esimersi dalla pena , quello cioè di darne un altro in mani alla Forza pubblica, vivo o morto in ogni modo. Sarà egli allora assoluto per Grazia, e solamente gli verrà assegnata una Città, Terra, o luogo dello Stato fuori della Legazione, da estendersi ancora ad un'intera Delegazione o Provincia, se il malvivente consegnato sia un capo di conventicola, detto Capo Banda.
...
IX. Qualunque Individuo non Possidente darà vivo, o morto un Malvivente dichiarato , conseguirà il premio di Scudi Mille , che gli verrà immediatamente pagato da Noi sulla semplice verificazione del Fatto.»
(A. Card. Pallotta Legato, Editto del cardinale Pallotta contro i Malviventi di Marittima e Campagna)
L'operato di Pallotta si rivelò inefficace e dopo due mesi dall'incarico Leone XII, vista anche la necessità di provvedere alla sicurezza nelle strade per i pellegrini che sarebbero giunti a Roma per la celebrazione dell'anno santo 1825; lo sostituì con monsignor Giovanni Antonio Benvenuti affiancato da Ruvinetti, colonnello dei carabinieri papalini. Venne imposto il coprifuoco ai parenti dei briganti e a tutti i sospetti; questi ultimi inoltre, per poter uscire dal loro comune, dovevano essere muniti di apposito permesso. Furono controllati anche i movimenti dei cacciatori e pastori; imposto l'obbligo di denuncia della presenza di briganti e tutti i delitti attribuibili al brigantaggio vennero sottoposti al giudizio sommario d'un tribunale, presieduto dallo stesso Benvenuti. Nel 1825 viene infine posto termine alle attività di Gasbarone, che a seguito di una trattativa col vicario generale di Sezze, don Pietro Pellegrini, viene convinto a consegnarsi con la promessa del perdono pontificio, viceversa una volta catturato sarà imprigionato, senza esser mai processato, ma spostato di tempo in tempo nelle diverse prigioni dello stato pontificio e, causa la sua fama che travalicava le Alpi, oggetto di visite curiose da parte degli stranieri in transito a Roma; Gasbarone sarà infine graziato dalla stato italiano nel 1870, quando a seguito della breccia di Porta Pia i detenuti comuni nelle carceri passeranno sotto la custodia italiana.

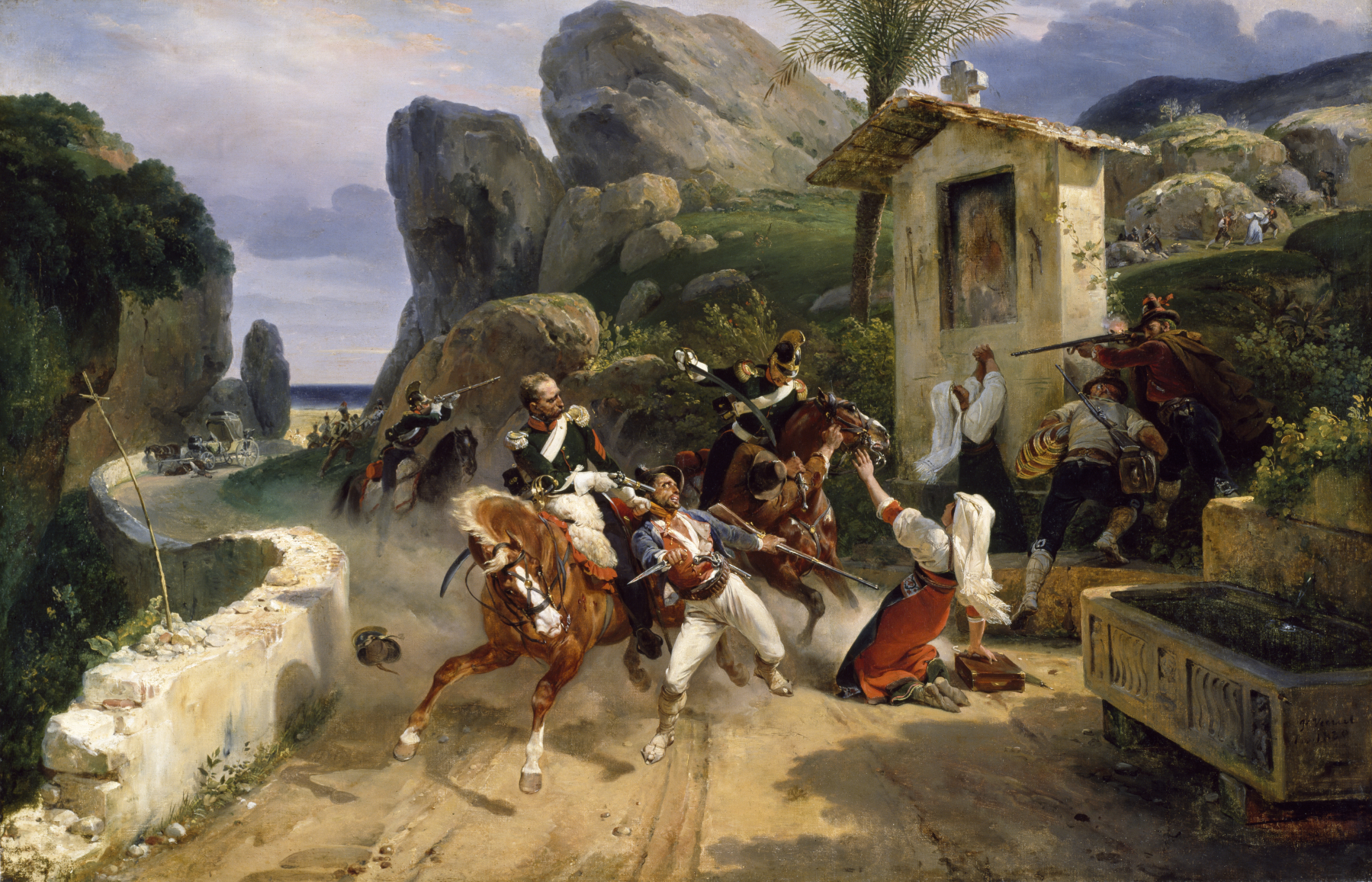
Briganti italiani sorpresi dalle truppe Pontificie. Dipinto di Horace Vernet (1831)

È in questo periodo (inizi del secolo XIX) che maggiormente si diffuse in Europa la fama del brigantaggio nelle regioni italiane, Stendhal, nel suo breve scritto I briganti in Italia, pubblicato nel 1833 nel "Journal d' un voyage en Italie et en Suisse pendant l'année 1828 da Romain Colomb", dopo un rapido excursus storico che inizia citando i bravi che agivano nella Lombardia spagnola, Alfonso Piccolomini e Marco Sciarra, scrisse riferendosi al suo tempo: Tutta l’Italia è stata, contemporaneamente o di volta in volta, infestata dai briganti: ma è soprattutto negli Stati del papa e nel regno di Napoli che essi hanno regnato più a lungo e hanno proceduto in maniera più metodica e costante insieme. Là essi hanno un’organizzazione, dei privilegi e la certezza dell’impunità e, se arrivano ad essere abbastanza forti da intimorire il governo, la loro fortuna è fatta. È dunque a questo fine che tendono costantemente per tutto il tempo in cui esercitano il loro infame mestiere.
Molti furono anche i pittori e gli incisori che illustrarono - soprattutto con tavole litografiche spesso acquarellate a mano - la vita e le gesta dei briganti di quel periodo, attivi nel Lazio e nelle regioni circostanti.

Fra tali artisti, i più famosi furono Bartolomeo Pinelli - il maggiore - F. Cerrone, Muller, Horace Vernet, Léon Cogniet, Louis Léopold Robert, Audot, e successivamente da Anton Romako, le opere di costoro sono spesso erroneamente utilizzate per illustrare testi che sono limitati al brigantaggio post-unitario, cioè posteriore alle vicende raffigurate.

##### Legazione delle Romagne
L'area romagnola a metà del secolo XIX risultava afflitta da bande di briganti che secondo il Giornale di Roma "invadevano le case, rapinavano i viandanti e grassavano ognora diligenze e corrieri, estorcendo migliaia e migliaia di scudi", in risposta a queste azioni le autorità reagirono con una colonna mobile di gendarmeria effettuando arresti e processi con giudizio statario; in due soli processi svoltisi a Faenza e Imola furono condannate e fucilate 82 persone, 10 ebbero la pena capitale commutata a carcere e altri 13 pene detentive fino al carcere a vita e, nel marzo 1851 un centinaio di persone erano arrestate in attesa di simili processi a Bologna.
Il più noto fra i briganti romagnoli fu Stefano Pelloni, detto il Passatore, soprattutto attivo in Romagna nella prima metà del secolo XIX, in particolare nei tre anni successivi ai moti rivoluzionari del 1848. Delle sue gesta, quelle più famose furono le occupazioni a banda armata di interi paesi Bagnara di Romagna (16 febbraio 1849), Cotignola (17 gennaio 1850), Castel Guelfo (27 gennaio 1850), Brisighella (7 febbraio 1850), Longiano (28 maggio 1850), Consandolo (9 gennaio 1851) e Forlimpopoli (sabato, 25 gennaio 1851), durante le quali metteva a sacco le abitazioni dei più ricchi, che venivano torturati e seviziati per farsi rivelare i nascondigli degli scudi e delle gioie, mentre le donne venivano stuprate. Finì ucciso in uno scontro con le truppe papaline a Russi nel 1851. Nonostante la sua ferocia, seppe dare di sé un'immagine di combattente contro i soprusi dei ricchi e potenti; tale immagine fu poi divulgata da una certa cultura popolare romagnola, che esagerò nel descrivere Pelloni come un giustiziere difensore di oppressi e miserabili; arrivando a definirlo "Passator cortese" e utilizzandone persino il ritratto come marchio di vini autoctoni.

### Il Lombardo-Veneto

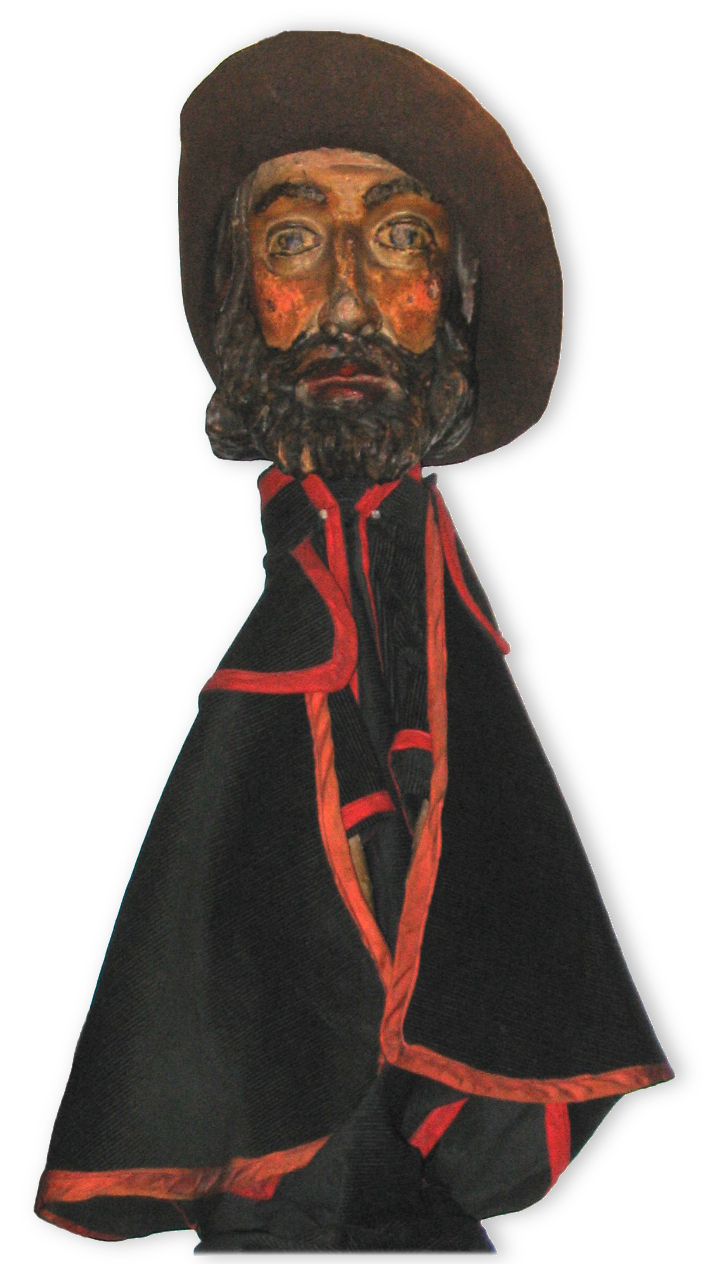
La marionetta di Paci Paciana, ossia il brigante Vincenzo Pacchiana

Nelle Prealpi lombarde a fine Settecento ed inizio Ottocento si svilupparono forme di brigantaggio in parte legate a condizioni di indigenza e in parte legate a forme di lotta contro la presenza francese.
Tra i principali briganti i più rappresentativi e ricordati sono Giacomo Carciocchi
attivo nella zona di Plesio, che comandava una banda di rivoltosi che si era nominata Armata cattolica e chiamata dai tribunali Briganti del Lario o Briganti della montagna di Rezzonico e Vincenzo Pacchiana, attivo nella Val Brembana, ricordato come una sorta di Robin Hood locale. Pacchiana morì il 6 agosto 1806 ucciso da Carciocchi, presso cui si era rifugiato, la sua testa tagliata venne consegnata alle autorità francesi dal suo uccisore, per ottenere la taglia di 60 zecchini, e fu esposta a monito sotto la ghigliottina alla Fara (località nei pressi di porta sant'Agostino) a Bergamo.

Il ricordo di questi capi briganti e dei loro compari è rimasto nell'immaginario popolare divenendo maschere del teatro delle marionette.
Conclusosi il periodo napoleonico, e ripristinata l'autorità austriaca, allargata al Veneto, quest'ultimo e l'area della Bassa Mantovana, in particolare le province di Padova, Venezia, Rovigo e Mantova si trovarono anch'esse sottoposte a scorrerie di briganti, riunitisi in piccole bande composte da disertori dell'esercito austriaco, del precedente esercito del Regno italico e persone in condizioni di indigenza.
A seguito dell'accentuarsi di attività criminali nei pressi di Este le autorità austriache istituirono due sezioni venete e lombarde del tribunale statario e la Commissione inquirente militare in Este che dal giugno 1850 al giugno 1853 svolsero 1400 processi, emettendo «1.144 sentenze di morte di cui 409 eseguite».

### Piemonte
Nel corso del periodo napoleonico, nella zona compresa fra l'alessandrino e la Liguria, fu attivo Giuseppe Mayno, che si faceva chiamare Re di Marengo e Imperatore delle Alpi, la sua banda arrivò nel novembre 1804 ad assalire la comitiva che accompagnava la carrozza di papa Pio VII in viaggio verso a Parigi per l'incoronazione di Napoleone. Venne ucciso il 12 aprile 1806 in un agguato mentre si recava a visitare la moglie, il suo corpo venne esposto a monito in Piazza d'Armi ad Alessandria, secondo Lombroso «Mayno della Spinetta era fedele e appassionato marito; e in causa della moglie fu preso».
Un altro brigante, attivo in quel periodo nel Cuneese fu Giovanni Scarsello , capo della banda dei "fratelli di Narzole", che finirà ghigliottinato, mentre nel vercellese furono attivi i fratelli Canattone, che derubavano i viandanti che traghettavano per attraversare il fiume Elvo nella zona di Formigliana. Un terzo criminale, attivo nel Piemonte meridionale, fu Michele Mamino, la cui banda controllò vaste zone del territorio a cavallo tra il Regno di Savoia e la Repubblica di Genova.

## Periodo postunitario

### Regno d'Italia

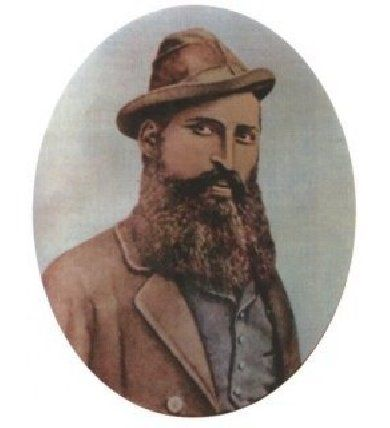
Carmine Crocco, uno dei più famosi briganti post-unitari

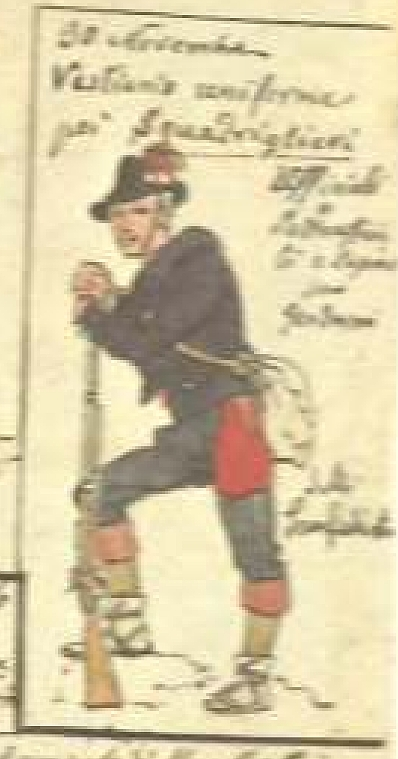
Figura di "squadrigliere" dell'esercito papalino

Con la nascita del Regno d'Italia nel 1861, ma anche prima con l'arrivo di Garibaldi a Napoli, sorsero di nuovo insurrezioni popolari, questa volta contro il nuovo governo, che interessarono le ex province del Regno delle Due Sicilie. Tra le cause principali del brigantaggio post-unitario si possono elencare: il serio peggioramento delle condizioni economiche; l'incomprensione e indifferenza della nuova classe dirigente per la popolazione da loro amministrata; l'aumento delle tasse e dei prezzi di beni di prima necessità; l'aggravarsi della questione demaniale, dovuta all'opportunismo dei ricchi proprietari terrieri. Il brigantaggio, secondo alcuni, fu la prima guerra civile dell'Italia contemporanea e fu soffocato con metodi brutali, tanto da scatenare polemiche persino da parte di esponenti liberali e politici di alcuni stati europei. Tra i politici europei che espressero critiche nei confronti dei provvedimenti contro il brigantaggio vi furono lo scozzese McGuire, il francese Gemeau e lo spagnolo Nocedal.
Alcune correnti di pensiero considerano il brigantaggio postunitario come una sorta di guerra di resistenza, benché tale ipotesi sia molto controversa.
I briganti del periodo erano principalmente persone di umile estrazione sociale, ex soldati dell'esercito delle Due Sicilie ed ex appartenenti all'esercito meridionale, e vi erano anche banditi comuni, oltre che briganti già attivi come tali sotto il precedente governo borbonico. La loro rivolta fu incoraggiata e sostenuta dal governo borbonico in esilio, dal clero e da movimenti esteri come i carlisti spagnoli. Numerosi furono i briganti del periodo che passarono alla storia. Carmine "Donatello" Crocco, originario di Rionero in Vulture (Basilicata), fu uno dei più famosi briganti di quel periodo. Egli riuscì a radunare sotto il suo comando circa duemila uomini, compiendo scorribande tra Basilicata, Campania, Molise e Puglia, affiancato da luogotenenti come Ninco Nanco e Giuseppe Caruso.
Occorre anche sottolineare che il brigantaggio in Lucania era manovrato soprattutto da ex murattiani indipendentisti, affiancati dal francese Langlois, che agevolavano il tentativo francese di rendere il Sud ingovernabile e, tramite una conferenza internazionale, toglierlo ai Savoia per assegnarlo alla casata filo-francese dei Murat.
Da menzionare è anche il campano Cosimo Giordano, brigante di Cerreto Sannita, che divenne noto per aver preso parte all'attacco (e al successivo massacro) ai danni di alcuni soldati del regio esercito, accadimento che ebbe come conseguenza una violenta rappresaglia sulle popolazioni civili di Pontelandolfo e Casalduni, ordinata dal generale Enrico Cialdini. Altri noti furono Luigi "Chiavone" Alonzi, che agì tra l'ex Regno borbonico e lo Stato Pontificio, Michele "Colonnello" Caruso, uno dei più temibili briganti che operarono in Capitanata, e l'abruzzese Giuseppe Luce della Banda di Cartore che, insieme ad altri complici, il 18 maggio 1863, rapì e uccise, bruciandolo vivo, il ricco possidente terriero e capitano della Guardia nazionale italiana Alessandro Panei di Santa Anatolia (Borgorose). Anche le donne parteciparono attivamente alle rivolte postunitarie, come le brigantesse Filomena Pennacchio, Michelina Di Cesare, Maria Maddalena De Lellis e Maria Oliverio.
Per acquietare la ribellione meridionale, furono necessari massicci rinforzi militari e promulgazioni di norme speciali temporanee (come la legge Pica in vigore dall'agosto 1863 al dicembre 1865 su gran parte dei territori continentali del precedente regno delle Due Sicilie), dando origine ad uno scontro che porterà migliaia di morti. La repressione del brigantaggio postunitario fu molto cruenta e fu condotta col pugno di ferro da militari come Enrico Cialdini, Alfonso La Marmora, Pietro Fumel, Raffaele Cadorna e Ferdinando Pinelli, che destarono polemiche per i metodi impiegati. Alla sconfitta di questo brigantaggio contribuì anche il cambiamento di atteggiamento dello stato Pontificio, che dal 1864 non fornì più appoggio ai briganti, arrestando lo stesso Crocco, che cercava rifugio nel suo territorio; non più terra franca per i briganti, il Papato iniziò a sua volta a combatterli, istituendo un apposito reparto di "squadriglieri" e stipulando nel 1867 un accordo di collaborazione reciproca con le autorità italiane sullo sconfinamento delle truppe all'inseguimento di briganti in fuga; lo stesso anno fu emanato un editto firmato dal Delegato apostolico Luigi Pericoli, per le province di Frosinone e Chieti, che ricalcava le tematiche della legge Pica.
Va evidenziato che questo aspetto di brigantaggio, inteso come rivolta antisabauda, interessò quasi esclusivamente i territori meridionali continentali ex borbonici, mentre in pratica non si verificò nei territori di tutti gli altri stati preunitari annessi dal Regno di Sardegna per formare l'Italia unita durante il Risorgimento. Tale diversità di avvenimenti e comportamenti indica la profonda differenza, già esistente nel 1861, tra il Nord-Centro ed il Sud della penisola, divario che sarà meglio noto con il nome di Questione meridionale, fonte di infiniti dibattiti e tesi. La questione non è ancora conclusa né definita unanimemente nelle sue cause da storici e studiosi.

### Stato pontificio

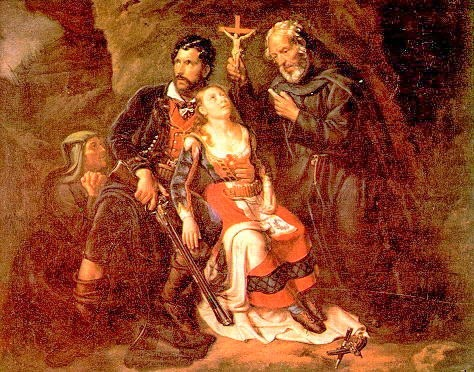
"Brigatessa ferita", dipinto di Luigi Rocco del 1837, indicativo del legame particolare esistente fra brigantaggio e religiosità

A metà degli anni '60 del secolo XIX il brigantaggio crebbe notevolmente fino al 1867 e a partire da circa il 1865 si assistette ad un deciso cambio di politica nella lotta al brigantaggio da parte delle autorità vaticane, e con un articolo del 25 maggio 1867 Civiltà Cattolica arrivò ad accusare l'incremento del brigantaggio nelle province papaline alla fomentazione da parte del partito garibaldino allo scopo di indebolirne lo stato, aumentare il malcontento della popolazione e facilitare l'invasione dello stato e la conseguente presa di Roma.
Nell'articolo si legge: «Infatti noi abbiamo a suo tempo, coi documenti ufficiali e con le stesse parole dei Ministri e Deputati del Governo rivoluzionario che ora risiede in Firenze a Firenze, posto in chiaro che, tra i mezzi morali, sulla cui efficacia per abbattere il Governo pontificio faceasi grande assegnamento, primeggiava il brigantaggio; dal quale quegli onesti politici si ripromettevano queste conseguenze: 1" malcontento eccessivo delle popolazioni; 2" disorganamento delle truppe pontifìcie; 3" motivo in apparenza ragionevole alle truppe rivoluzionarie, per invadere le province meridionali della Chiesa, sotto colore di difendere le proprie frontiere, di accorrere per dovere di umanità a tutela dei popoli taglieggiati dai briganti, e di supplire alla impotenza del Governo pontificio. Di qui si spiegano gli incrementi del brigantaggio fino al Dicembre 1866 nelle province meridionali pontificie; essendo per altra parte notorio che a tal uopo il brigantaggio fu fomentato dal partito garibaldino, che intanto mirava a sommuovere eziandio Roma, dove anche presentemente fa, come vedremo a suo luogo, in questo stesso quaderno, supremi sforzi per recarvi la rivoluzione».
Negli ultimi anni di vita dello Stato pontificio, le province Campagna e Marittima del Lazio meridionale continuarono ad essere infestata da bande di briganti, tra queste si distinse la banda capitanata dal brigante Cesare Panici, ricordata in particolare per il rapimento del bambino di undici anni Ignazio Tommasi avvenuto il 14 settembre 1867 sulla strada per Cori e il tentato sequestro, di Luigi Ricci, vescovo di Segni, fallito dopo un assalto alla sua diligenza.

## Fine ottocento e inizio novecento

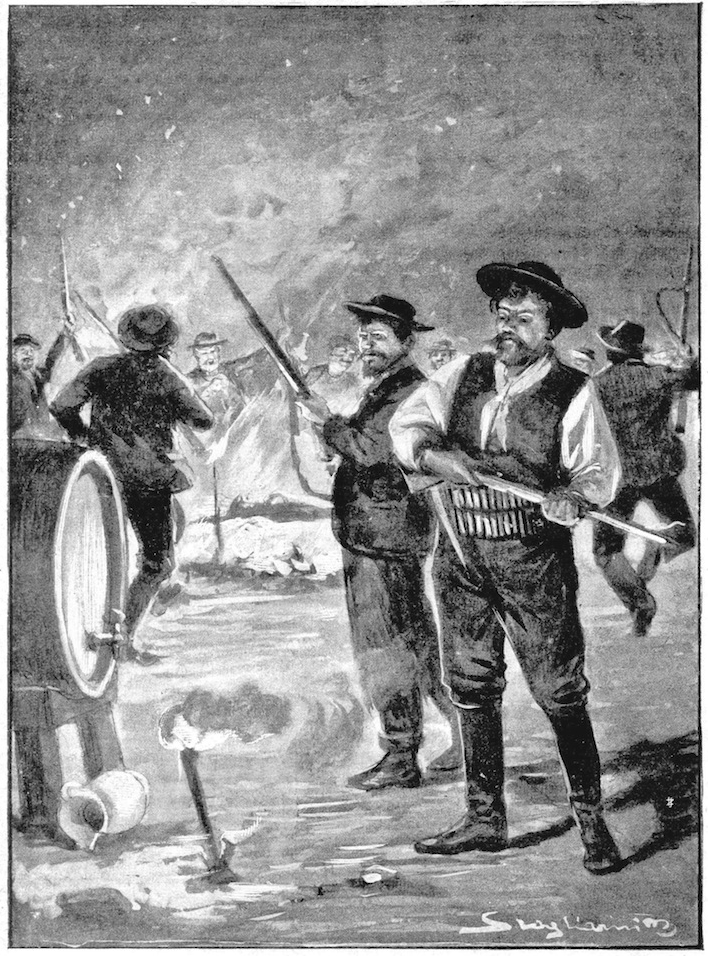
Falò con briganti maremmani, in primo piano Domenico Tiburzi.

Fenomeni di brigantaggio, seppur di diversa natura da quelli che coinvolsero l'Italia meridionale a seguito dell'annessione al regno sabaudo, si svilupparono o continuarono ad essere presenti in diverse regioni d'Italia tra la seconda metà dell'Ottocento e i primi anni del Novecento.
In Maremma, area a cavallo tra la Toscana e il Lazio, le cause sono attribuibili ad un forte malcontento che si era diffuso nella popolazione, nei primi anni dopo l'Unità d'Italia, quando furono interrotti grandi lavori di bonifica idraulica e la riforma fondiaria. Tra i protagonisti di questo brigantaggio è ricordato Domenico Tiburzi, considerato un protettore dei deboli contro le ingiustizie e le disuguaglianze sociali; altri fuorilegge furono Ranucci, Menichetti e Albertini.
Tuttavia, sia in Provincia di Grosseto che in quella di Viterbo, questo fenomeno - a differenza del brigantaggio meridionale - non divenne mai organizzato, in quanto ogni brigante era solitario, pur avendo i propri seguaci tra i quali cercava di diffondere il suo stile, non aspirava mai al controllo di un piccolo esercito. Le scorrerie e gli atti criminali erano prevalentemente rivolti ai simboli rappresentanti i grandi proprietari latifondisti e il nuovo Stato italiano; il bersaglio delle loro azioni, apparentemente non intese per la popolazione, erano i simboli dell'autorità pubblica: guardiani; guardacaccia e i carabinieri oltreché alle grandi tenute stesse.
Tra i briganti della Tuscia viterbese, è famoso Luigi Rufoloni detto "Rufolone", originario di Sant'Angelo, piccolo borgo tra Roccalvecce e Graffignano, che s'era trasferito nella vicina Grotte Santo Stefano insediandosi nella macchia di Piantorena, proprietà della famiglia Doria Pamphili, dove era facile incontrare viandanti più o meno facoltosi, che si spostavano sulle poche strade che collegavano i paesi limitrofi.
Nell'Italia settentrionale Francesco Demichelis, detto il Biondin fu attivo con la sua banda soprattutto nella zona delle risaie del Novarese.
Sul finire dell'Ottocento il brigantaggio era ancora vivo nella Basilicata (sebbene esso si fosse molto ridotto rispetto al decennio napoleonico e agli albori dell'Unità), con Michele di Gè, la cui autobiografia fu una delle fonti usate da Gaetano Salvemini per intervenire sulla questione meridionale ed Eustachio Chita, generalmente considerato l'ultimo brigante basilicatese (i cui resti sono tuttora conservati nel Museo nazionale d'arte medievale e moderna della Basilicata nel comune di Matera città da cui proveniva il brigante). In Calabria vi era Giuseppe Musolino, che acquistò notorietà anche sulla stampa straniera e divenne protagonista di canzoni popolari calabresi. Musolino si diede al brigantaggio dopo essere stato condannato per omicidio, malgrado le sue proteste d'innocenza, vendicandosi di coloro che lo avevano compromesso e tradito. Costui godeva dell'aiuto della popolazione locale, la quale vedeva in lui - com'era il solito - un simbolo di reazione contro le ingiustizie e i soprusi di quel tempo.
In Sicilia alcuni briganti riscuotevano una grande ammirazione tra il popolo e le loro storie si diffondevano di bocca in bocca, spesso accrescendo ed esagerando le imprese e le lotte.
Lo Stato Italiano iniziò una lotta serrata, per arginare e debellare questo fenomeno, che si ridusse con l'inizio del Novecento.